# Pomoy
Pomoy település Franciaországban, Haute-Saône megyében. Lakosainak száma 198 fő (2022. január 1.). Pomoy La Creuse, Genevreuille, Liévans, Mollans és Velleminfroy községekkel határos.

## Népesség
A település népességének változása:
| Lakosok száma | 193  | 201  | 210  | 218  | 210  | 208  | 204  | 200  | 199  | 198  |
|               | 2010 | 2013 | 2015 | 2016 | 2017 | 2018 | 2019 | 2020 | 2021 | 2022 |